# Apomecyna stramentosa
Apomecyna stramentosa là một loài bọ cánh cứng trong họ Cerambycidae.